# Henry-Pons de Thiard de Bissy

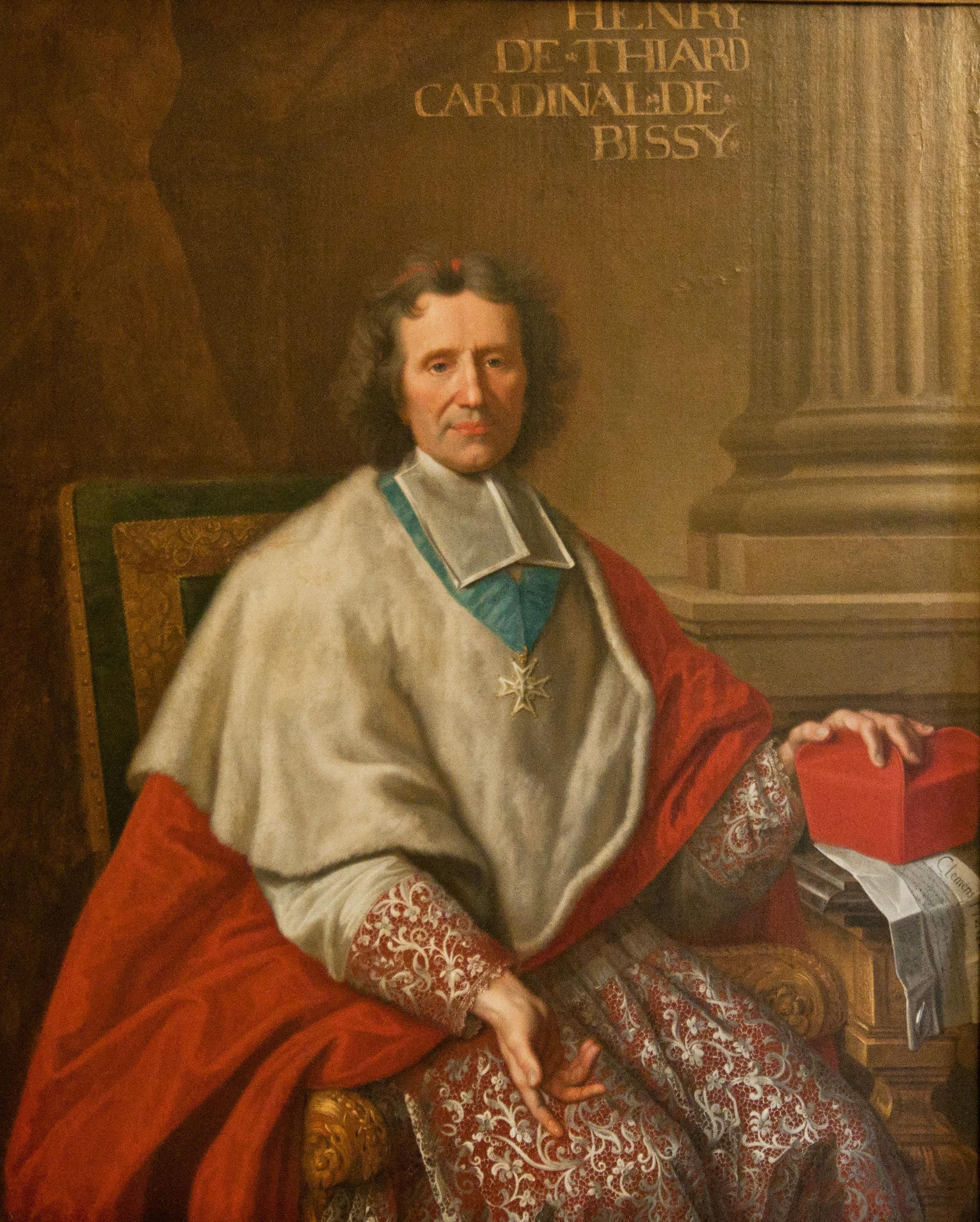
Kardinaal de Bissy

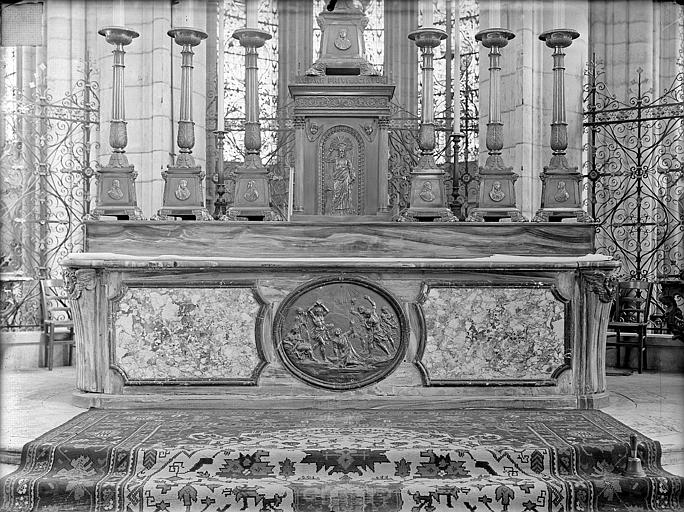
Hij liet het hoofdaltaar bouwen van de kathedraal van Meaux.

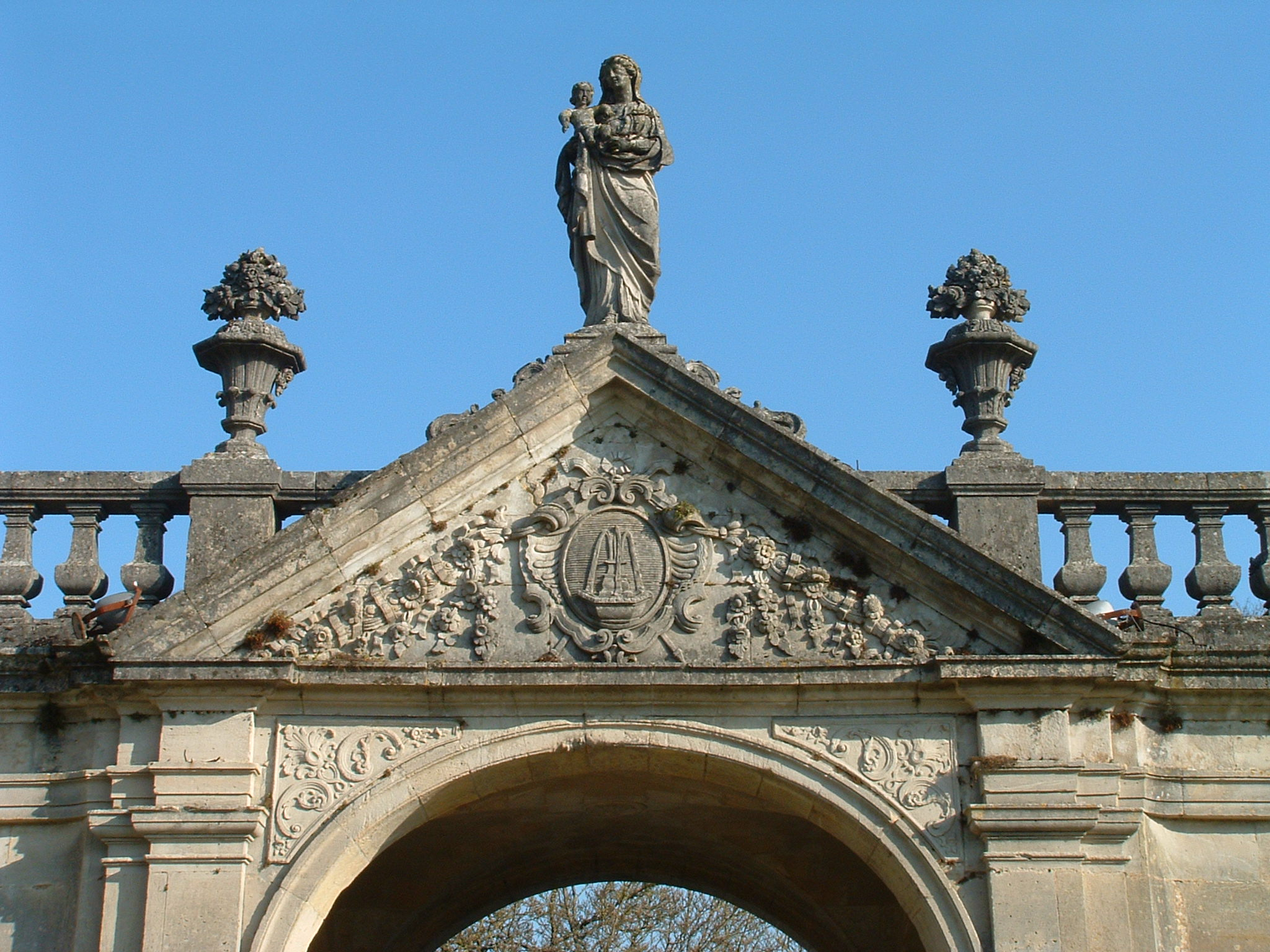
Een van de abdijen waar hij titelvoerend abt was: Trois-Fontaines-l'Abbaye

Henri-Pons de Thiard (ook: Thyard) de Bissy (Pierre-de-Bresse, 25 mei 1657 - Saint-Germain-des-Prés, 26 juli 1737) was bisschop van Toul (1687-1704), bisschop van Meaux (1704-1737) en kardinaal. Zijn naam was ook kardinaal de Bissy.

## Levensloop
Thiard studeerde theologie aan de Sorbonne in Parijs. Hij behaalde er de graad van doctor in de theologie (1685).
In 1687, 30 jaar oud, werd hij verkozen tot prins-bisschop van Toul. De bisschopswijding in Parijs vond pas vijf jaar later plaats; het uitstel was te wijten aan de gespannen verhouding tussen Lodewijk XIV en de paus in verband met het gallicanisme. In de machtsstrijd tussen Lodewijk XIV en hertog Leopold over  Lotharingen (en dus ook over Toul) koos bisschop Thiard de kant van de koning van Frankrijk. Een bevordering tot aartsbisschop van Bordeaux wees hij af, om onbekende reden.
In 1704 werd hij bisschop van Meaux, in opvolging van Jacques-Bénigne Bossuet, vertrouweling van Lodewijk XIV. Dit ambt behield Thiard tot zijn dood. Hij liet een nieuw hoofdaltaar plaatsen in de kathedraal van Meaux. Zijn bestuur werd gekenmerkt door een vervolging van jansenisten. Thiard steunde de veroordeling van het jansenisme, zoals de paus in Unigenitus Dei Filius had verklaard. 
Thiard verbleef regelmatig aan het hof van Lodewijk XIV, in diens laatste regeringsjaren. Hij schreef mee aan het koninklijk testament en diende Lodewijk XIV het Heilig Oliesel toe voor diens dood. Thiard nam nadien deel aan de regentschapsraad van Frankrijk, tijdens de minderjarigheid van Lodewijk XV. Thiard werd beloond met de ridderorde van de Heilige Geest in 1724. 
Vanaf 1715 was hij kardinaal. Zijn titelkerk in Rome was de Santi Quirico e Giulitta en later de San Bernardo alle Terme.
Daarnaast was Thiard titulair abt van meerdere abdijen: 
- de abdij der benedictijnen van Noaillé in Poitou
- de abdij Trois-Fontaines der cisterciënzers in het bisdom Châlons-en-Champagne
- de abdij Saint-Germain-des-Près nabij Parijs.

Hij steunde financieel het priesterseminarie van de Heilige Geest, gelegen in de wijk Saint-Marcel in Parijs. De jaarrentes die hij betaalde aan het seminarie, dienden onder meer om eten te kopen voor arme geestelijken. In 1737 stierf hij in de abdij van Saint-Germain-des Près. Hij werd begraven in de kathedraal van Meaux, naast Bossuet.
- Bibliothèque nationale de France: cb12436418c (data)
- Gemeinsame Normdatei: 141966084
- International Standard Name Identifier: 0000 0001 2123 1316
- Library of Congress Control Number: nr93044723
- Nederlandse Thesaurus van Auteursnamen: 333128559
- Istituto Centrale per il Catalogo Unico: RMLV085275
- SNAC: w6tq6mww
- Système universitaire de documentation: 07456014X
- Virtual International Authority File: 19770855
- WorldCat: E39PBJvt6HHqPGxpxPdYFpwgrq